# Theodoros Gabras

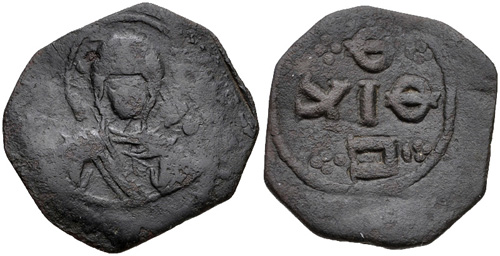
Unter Theodoros Gabras geprägter Follis aus Trapezunt

Theodoros Gabras (mittelgriechisch Θεόδωρος Γαβρᾶς; † 2. Oktober 1099 bei Theodosiopolis) war ein byzantinischer Militärbefehlshaber, der sich unter Kaiser Alexios I. als quasi-autonomer Herrscher in Trapezunt etablierte.

## Leben
Theodoros Gabras, der ursprünglich aus dem Thema Chaldia stammte, bekleidete bereits unter Kaiser Konstantin X. († 1067) die hohen Würden eines Patrikios, Topoteretes und Hypatos. Um die Mitte der 1080er-Jahre gelang es dem erfolgreichen Militär, das von den Seldschuken annektierte Trapezunt für Byzanz zurückzuerobern und sich als de facto selbstständiger Herrscher an der pontischen Schwarzmeerküste zu etablieren.
Um einer möglichen Sezession des Themas vorzubeugen, legitimierte Kaiser Alexios I. die Position des Gabras, indem er ihn in Konstantinopel formell als Dux von Chaldia bestätigte und ihm wohl auch den Titel Sebastos verlieh. Gabras’ ältester Sohn Gregorios wurde bei dieser Gelegenheit mit einer Tochter des Sebastokrators Isaak verlobt und blieb in der Hauptstadt zurück.
Nach dem Tod seiner ersten Frau heiratete Theodoros Gabras vermutlich im Jahr 1091 Mariam, eine Tochter des georgischen Königs Bagrat IV. und Schwester der Kaiserin Maria von Alanien. Wegen des dadurch neu entstandenen Verwandtschaftsverhältnisses zur Kaiserfamilie wurde die Verlobung von Gregorios Gabras und der Komnenenprinzessin aufgelöst, doch behielt Alexios I. Gregorios als Unterpfand bei Hofe, um sich des künftigen Wohlverhaltens dessen Vaters zu versichern.
Theodoros Gabras reiste nach Konstantinopel und forderte die Freilassung seines Sohnes. Nachdem der Kaiser sich weigerte, entführte Gabras seinen Sohn heimlich aus dem Palast und floh mit einem Schiff auf das Schwarze Meer. Alexios I. schickte eine Flottille hinterher, die das Rebellenschiff vor der paphlagonischen Küste aufbrachte. Angesichts der Übermacht lieferte Gabras seinen Sohn aus, durfte aber seine Weiterfahrt nach Trapezunt fortsetzen. Nach einem weiteren gescheiterten Fluchtversuch wurde Gregorios Gabras wenig später in Philippopel inhaftiert.
In den folgenden Jahren regierte Theodoros Gabras in Trapezunt weitgehend unabhängig von Konstantinopel und gab auch eigene Münzen heraus, wenngleich er sich de iure weiterhin der Oberhoheit des Kaisers unterordnete. 1097 kämpfte er zusammen mit den verbündeten Kreuzfahrern gegen die Danischmenden. Während die Franken Antiochia belagerten, half Gabras dem Kaiser bei der Rückeroberung mehrerer Städte im westlichen Kleinasien und behauptete die Festung Baiburt gegen die Türken.
Während eines Feldzugs 1099 in der Region von Theodosiopolis wurde Theodoros Gabras von den Türken gefangen genommen und zu Tode gefoltert. Er wird in der orthodoxen Kirche als Märtyrer verehrt (Gedenktag: 2. Oktober). Sein jüngerer Sohn Konstantin Gabras wurde noch zu Kaiser Alexios’ I. Lebzeiten ebenfalls zum Dux von Chaldia ernannt.